# Левіна Розіна Яківна
Левіна Розіна Яківна (рос. Левина Розина Яковлевна, англ. Rosina Lhévinne; 29 березня 1880, Київ, Російська імперія — 9 листопада 1976, Глендейл, Каліфорнія, США) — американська піаністка і музичний педагог.

## Біографія
Розіна Бессі народилася в сім'ї процвітаючого ювеліра Жака (Якова) Бессі та його дружини Марії (уродженої Кац). Невдовзі після єврейських погромів 1881 року сім'я Бессі перебралася до Москви. Юна Розіна почала вчитися грі на фортепіано у шестирічному віці. Коли її вчитель захворів, друг сім'ї запропонував, щоб вона продовжила заняття з Йосифом Левіним, талановитим учнем Московської Імператорської консерваторії, який був на п'ять років старше Розіни. 
Дівчина рано проявила свій талант, тому через кілька років була прийнята в Московську консерваторію в клас Василя Сафонова, який раніше був учителем Левіна. 1898 року Розіна закінчила консерваторію із золотою медаллю по класу фортепіано (як і Йосиф Левін перед цим), і того ж року Розіна та Йосиф одружилися. У них було двоє дітей: Костянтин «Дон» Левін (1906—1998) і Маріанна Левін Грем (1918—2012).

## Музична кар'єра
Розіна відмовилася від наміру зробити власну сольну кар'єру, щоб не заважати кар'єрі піаніста свого чоловіка. Таким чином, вона обмежила свою діяльність викладанням і виступами разом з чоловіком на двох фортепіано. Разом вони викладали в Москві, Тбілісі, а потім у Берліні, перш ніж емігрували в США після Першої світової війни і російської революції. У Нью-Йорку подружжя стало працювати в Інституті музичного мистецтва, який пізніше став Джульярдською школою.

## Викладацька діяльність
Протягом 46 років Розіна Левіна відповідала за попередню підготовку учнів свого більш відомого чоловіка, а після його смерті в грудні 1944 року вона не хотіла брати на себе всі його функції, однак керівництво школи переконало її стати наступницею чоловіка.
Серед її учнів було багато кращих молодих піаністів 40-х, 50-х і 60-х років XX століття, у тому числі Ван Кліберн, який вступив до її класу 1951 року. 1958 року, у розпал холодної війни, він завоював першу премію на першому Міжнародному конкурсі імені Петра Чайковського в Москві і миттєво став світовою знаменитістю та приніс міжнародну славу своєму вчителю.

### Інші відомі учні
- Ральф Вотапек — лавреат першого Конкурсу піаністів імені Вана Кліберна (1962)
- Гаррік Олссон — лавреат перших премій Конкурсу піаністів імені Бузоні (1966), Монреальського міжнародного конкурсу виконавців (1968), конкурсу піаністів імені Шопена (1970)
- Едуард Ауер — лавреат Конкурсу імені Лонг і Тібо (1967)
- Джеймс Лівайн — музичний керівник Метрополітен-опера, Мюнхенського філармонічного оркестру, Бостонського симфонічного оркестру
- Урсула Оппенс — лавреатка Міжнародного конкурсу піаністів імені Бузоні (1969)
- Джон Вільямс — кінокомпозитор, диригент
- Сантос Охеда — піаніст, педагог
- Марія Цісик — піаністка, педагогиня.

## Публічні виступи
1949 року Розіна Левіна переглянула своє рішення ніколи не виступати на публіці солісткою. У 70-річному і 80-річному віці вона неодноразово виступала, спочатку спільно зі струнним квартетом Juilliard String, а потім в концертах на Літньому музичному фестивалі в Аспені. Вершиною кар'єри як виконавця був її виступ з Нью-Йоркським філармонічним оркестром під керівництвом Леонарда Бернстайна в січні 1963 року, в 82-річному віці. Був виконаний Концерт № 1 для фортепіано з оркестром Фредеріка Шопена, концерт, який вона виконала при закінченні Московської консерваторії за шістдесят п'ять років до цього. 